# Conostethus americanus
Conostethus americanus är en insektsart som beskrevs av Knight 1939. Conostethus americanus ingår i släktet Conostethus och familjen ängsskinnbaggar. Inga underarter finns listade i Catalogue of Life.